# Rosa de te
Les roses de te, o rosers d'olor de te, són híbrids resultants d'encreuaments de diverses roses cultivades realitzats per rosaristes a principis del segle xix sobretot a França. Immediatament després de la seva introducció els rosaristes es van posar a treballar amb ells creuant-los primer amb roses de la Xina i després amb les Bourbon i Noisettes. Les roses de te són roses amb remontancia, cridades de te per la seva fragància que recorda al te negre xinès (encara que això no és sempre el cas).

## Descripció
Aquestes roses provenen de l'encreuament per una banda de Rosa × odorata,  que a la vegada és un híbrid de Rosa chinensis × Rosa gigantea i de l'altra banda d'un roser Borbó (Rosa chinensis × Rosa gallica o Rosa damascena 'semperflorens') o bé un roser Noisette (Rosa moschata × 'Old Blush'). Aquests rosers prefereixen l'exposició al sol o mitja ombra i es planten durant la tardor o la primavera.
Flors solitàries o en grups de 3; semidobles o dobles de suau perfum picant lleuger. La gamma de colors inclou tons pastel: blanc, rosa i (una novetat en aquells temps) de color groc a albercoc. Les flors individuals de molts d'aquests rosers són semi pendents i amb el cap cot, a causa de la feblesa de les tiges florals. Floreixen a l'estiu-tardor.
En una rosa de te "típica", les poncelles són punxegudes i s'obren en flors afusades que es despleguen en forma d'espiral; els pètals tendeixen a retrocedir en les vores, produint un pètal amb una punta afuada, els tes són doncs, les primeres amb la forma clàssica de les roses de floristeria actuals. Les tiges tendeixen a ser laxes i arquejades,amb poques espines.
Les fulles són de color verd pàl·lid i brillant.
Els rosers de te històrics, són poc rústics, de forma anàloga als híbrids de te, i molts tenen un comportament enfiladís. La seva mida ha de ser controlada sinó no floreixen adequadament. Necessiten estar en una posició protegida en el jardí. Són recomanables per bancals i bordures.

## Història
El primer roser de te, 'Adam', obtingut l'any 1833 hauria desaparegut segons alguns especialistes mentre que per a d'altres hauria estat rebatejat amb el nom de 'the President'
Segons l'historiador de les roses Brent Dickerson, la classificació del te es deu tant a la comercialització com a la botànica; els viveristes del Segle XIX volien etiquetar les seves varietats provinents d'Àsia com "tes" si tinien una forma de la flor desitjable, i "Xineses" si no ho la tenien.

## Galeria de varietats
Alguns exemples:
- 'Archiduc Joseph', obtingut per Gilbert Nabonnand el1872 a partir d'una llavor de 'Mme. Lombard'. És un arbust vigorós amb flors rosa lilós i el centre rosa carn.
- 'Catherine Mermet', Guillot 1809, arbust amb flors molt plenes i grosses de color rosa carn.
- 'Devoniensis', Forster 1838 amb grans flors dobles blanques i tenyides de rosa o groc, i la varietat enfiladissa 'Climb.Devoniensis' per Parvitt Curtis el 1858
- 'General Schablikine', G. Nabonnand 1878, amb una floració molt abundant i gairebé contínua de flors carmí
- 'Lady Hillingdon' obtingut per Lowe i Shawyer en 1910 ('Papa Gontier' × 'Madame Hoste') de grans flors semi-dobles grogues i també 'Climb.Lady Hillingdon', Hicks 1917.
- 'Marie van Houtte', Ducher 1871, de flors molt dobles grogues tirant cap al vori (la varietat enfiladissa s'obtingué l'any 1936)
- 'Papa Gontier' G. Nabonnand 1883 i 'Climb Papa Gontier' Chevrier 1904, de flors roses semi-dobles
- 'Souvenir de Gilbert Nabonnand', Clément Nabonnand 1920, a les flors dobles perfumades que passen del groc al carmí
- 'Souvenir de Mme. Léonie Viennot', Bernaix 1898, de flors molt dobles de color coure amb reflexos grocs i roses.

Algunes imatges de varietats de la rosa de te i l'any d'obtenció aconseguida per diferents obtentors.

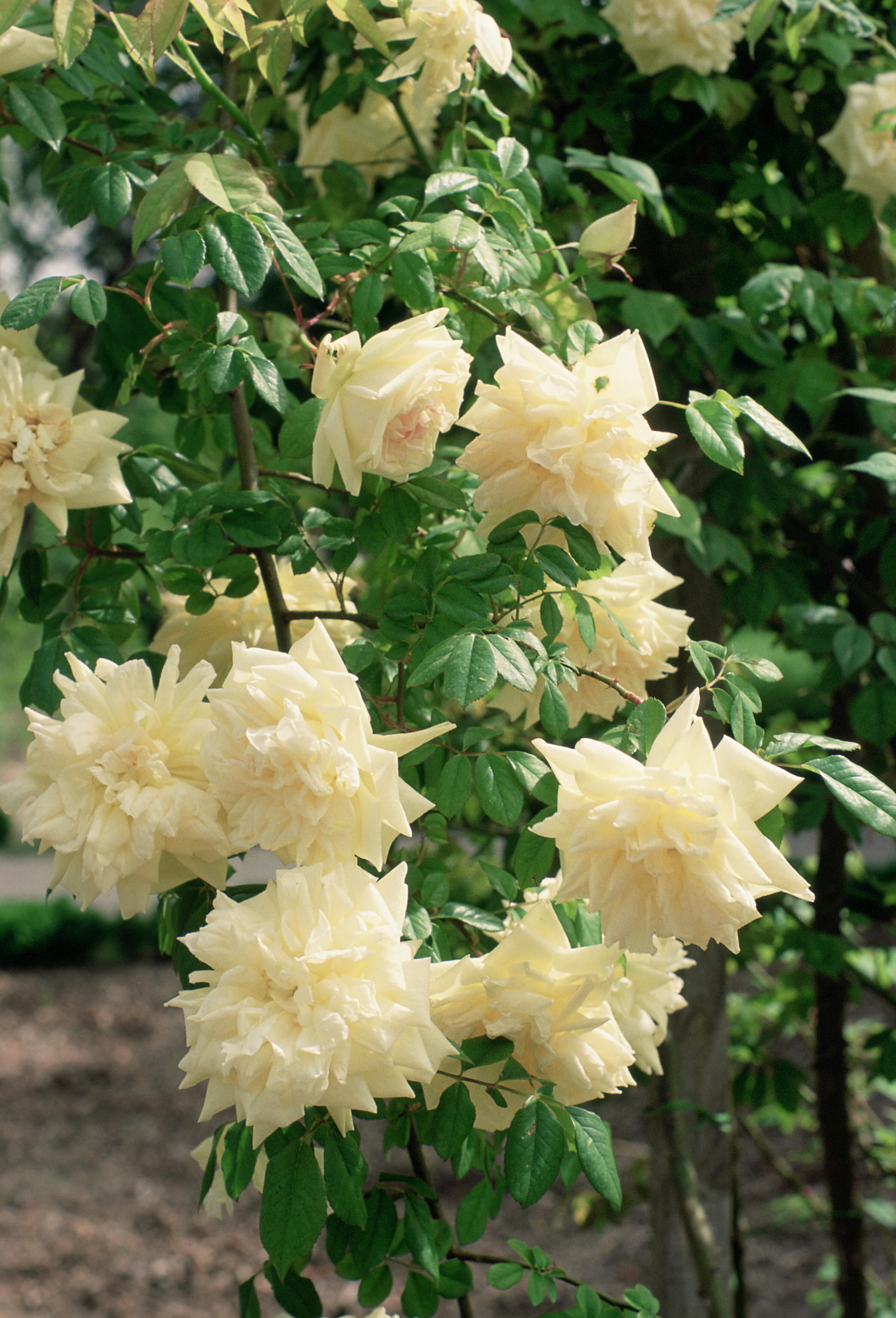
'Parks Yellow Tea-scented China', 1824.
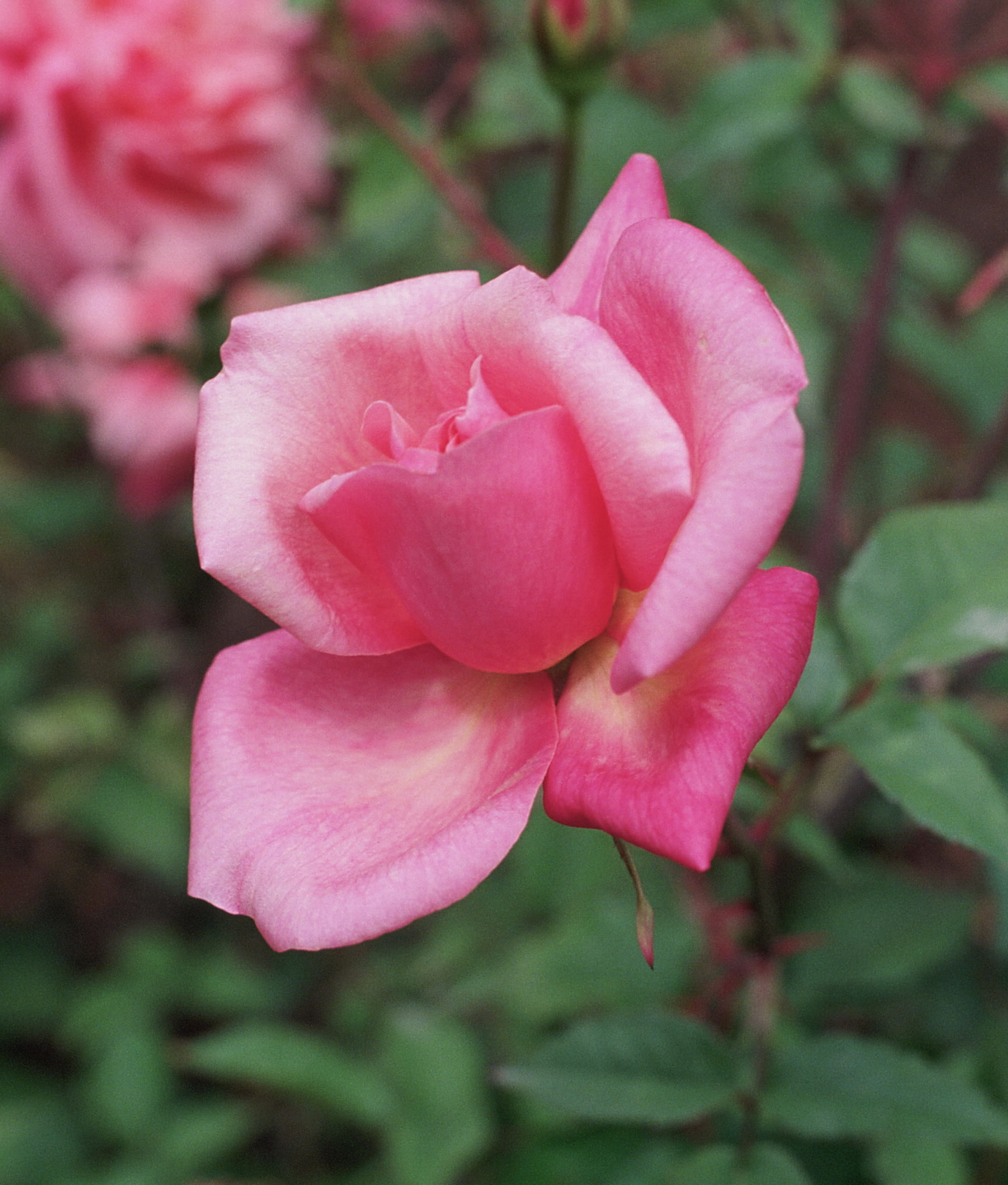
'Le Vésuve', Laffay 1825.
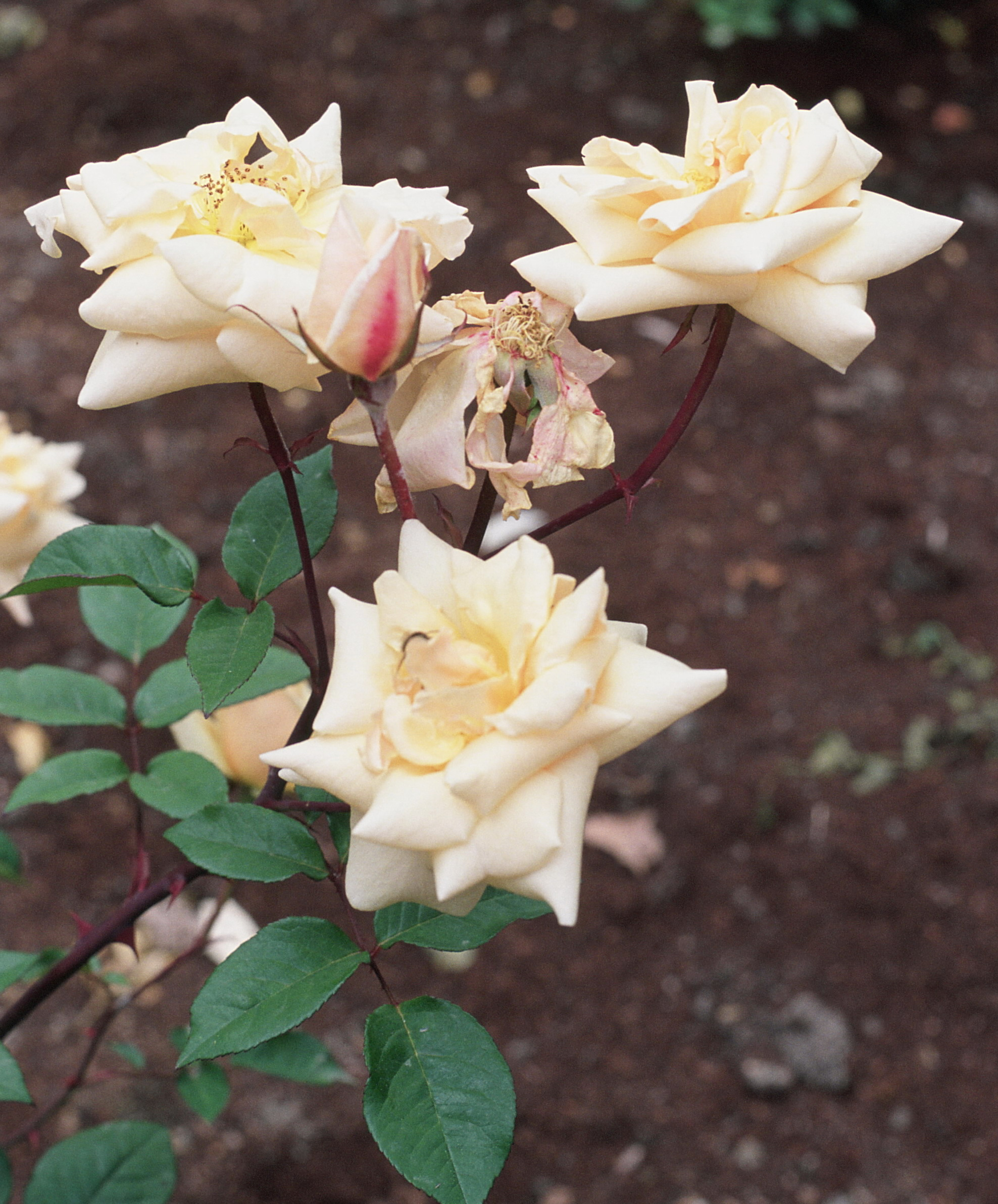
'Safrano', Beauregard 1839.
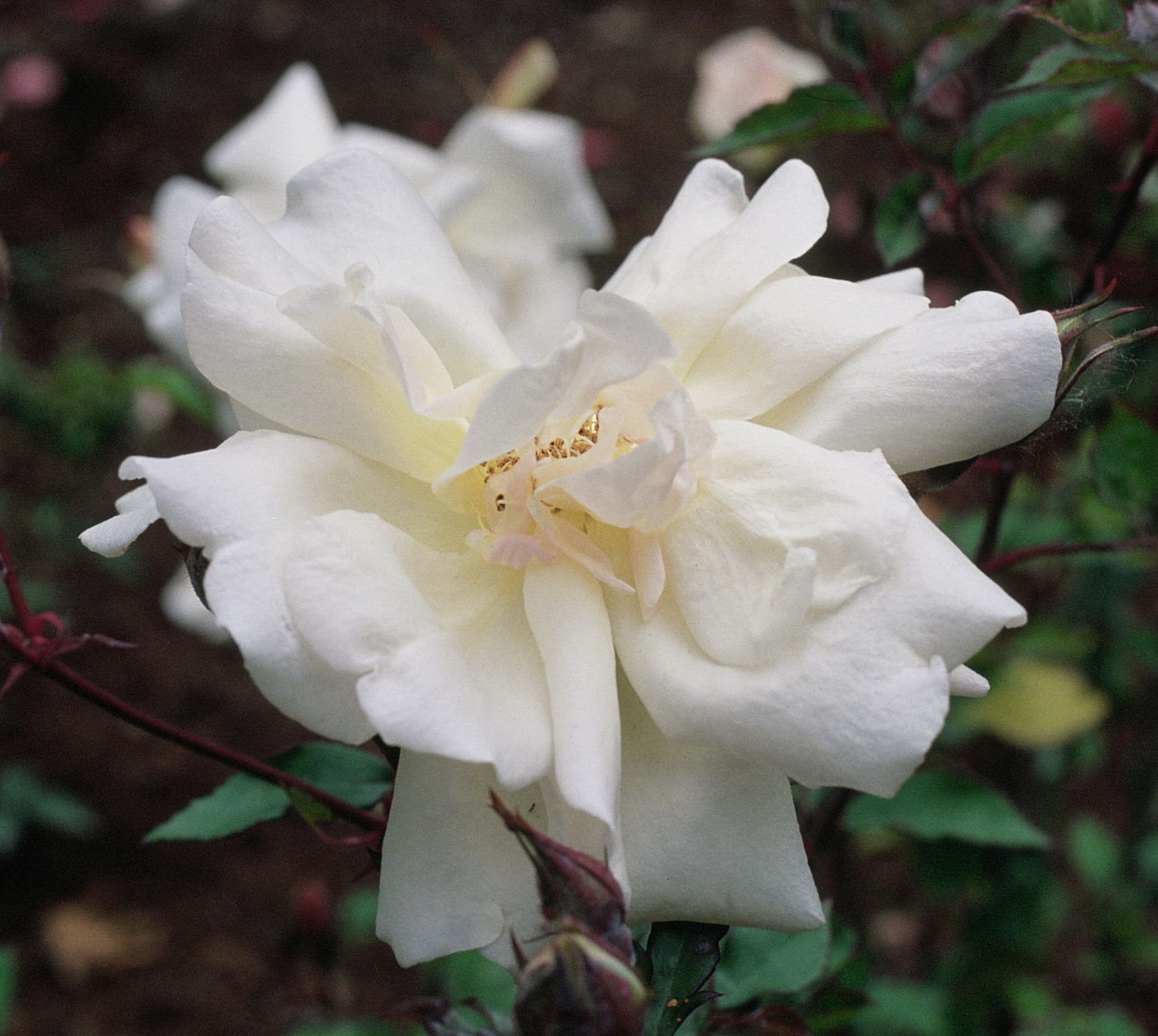
'Rival de Paestum', Béluze 1841.
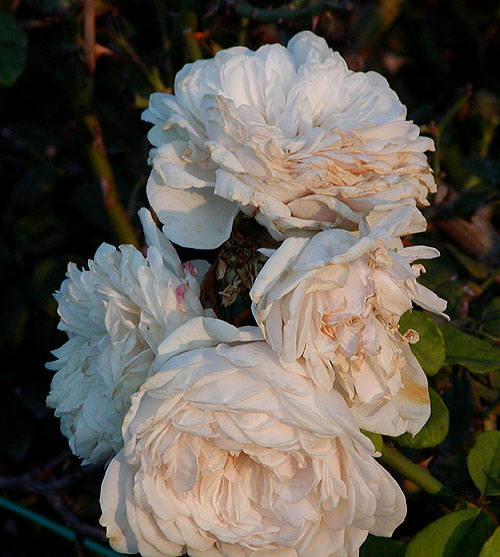
'Sombreuil', Robert 1850.
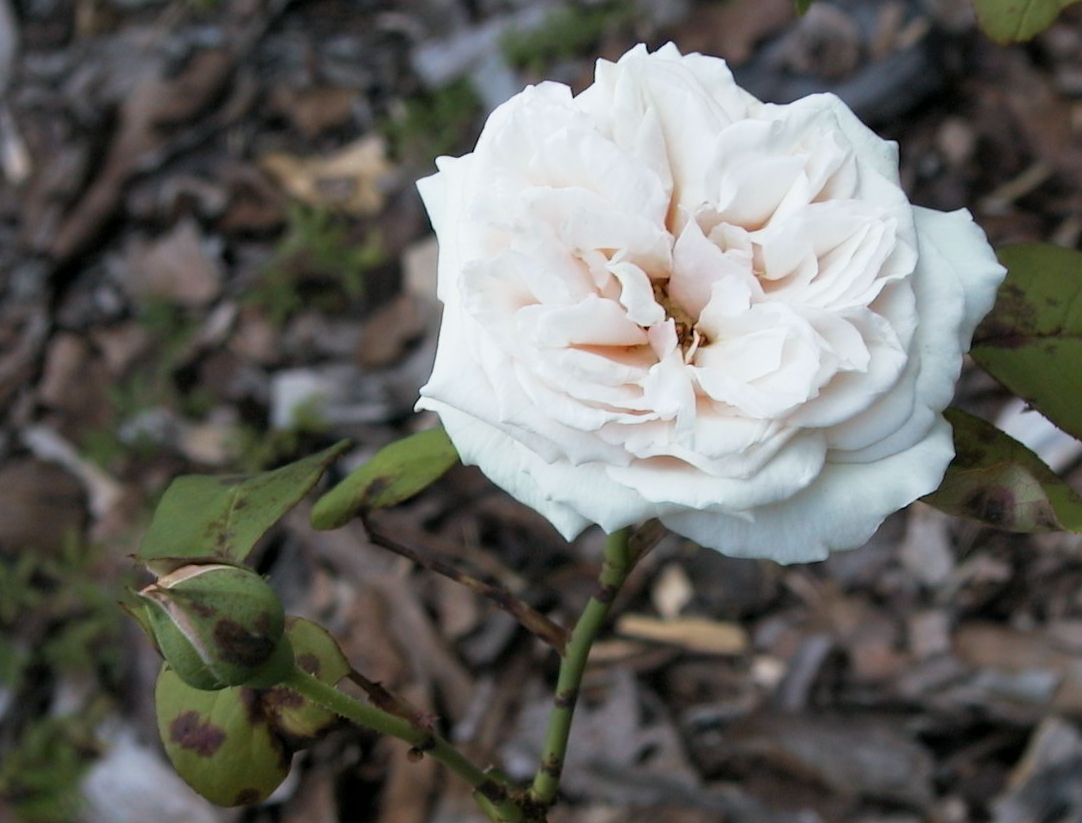
'Gloire de Dijon', Jacotot 1853.
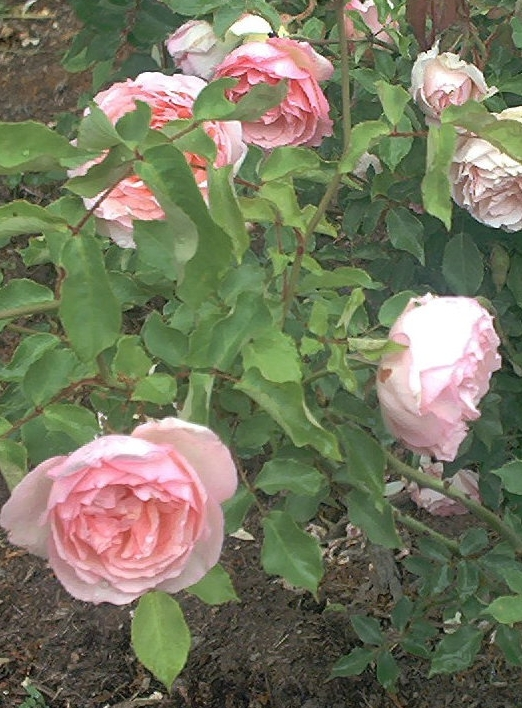
'Duchesse de Brabant', Bernède 1857.
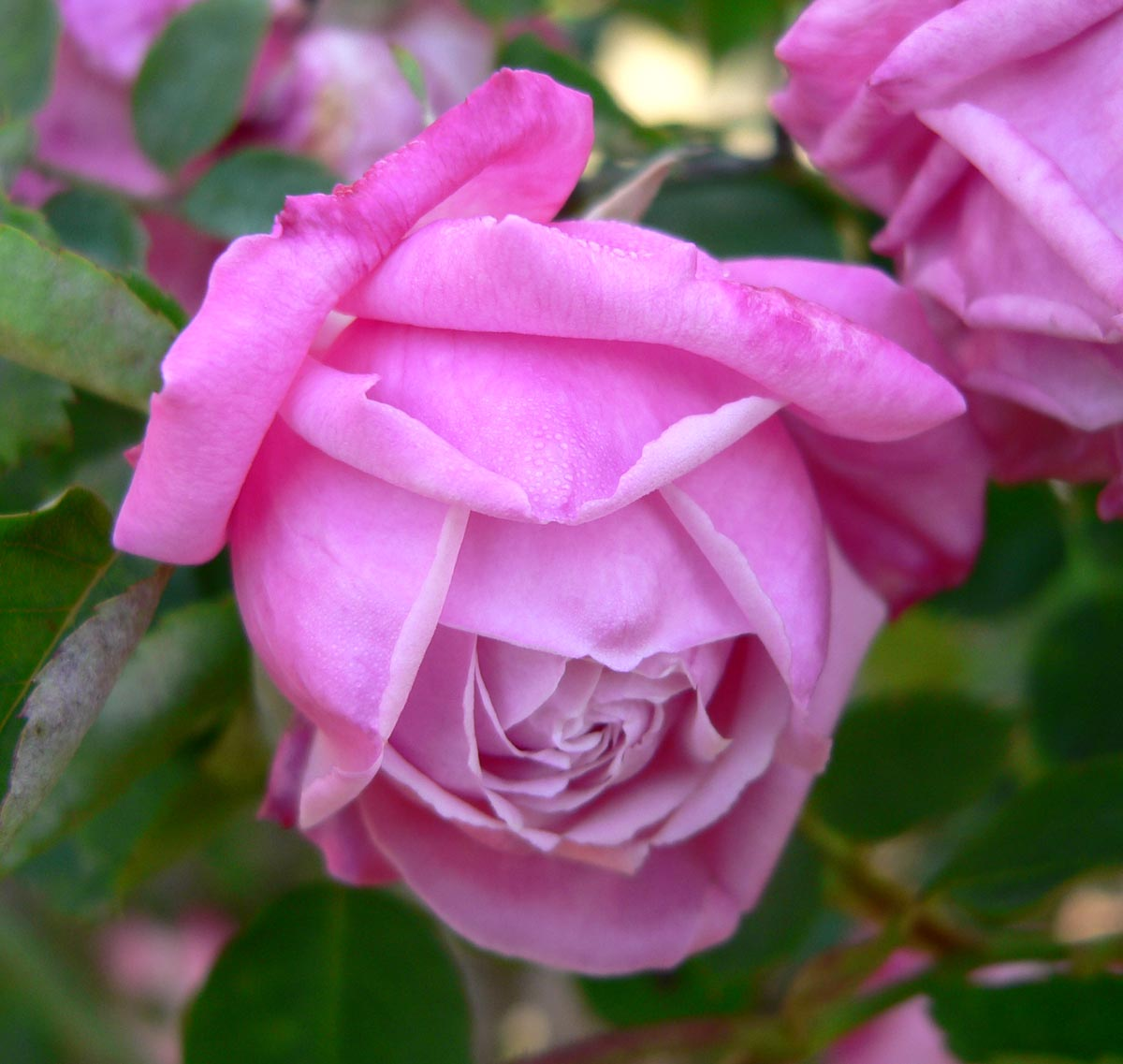
'Maman Cochet', Cochet 1893.
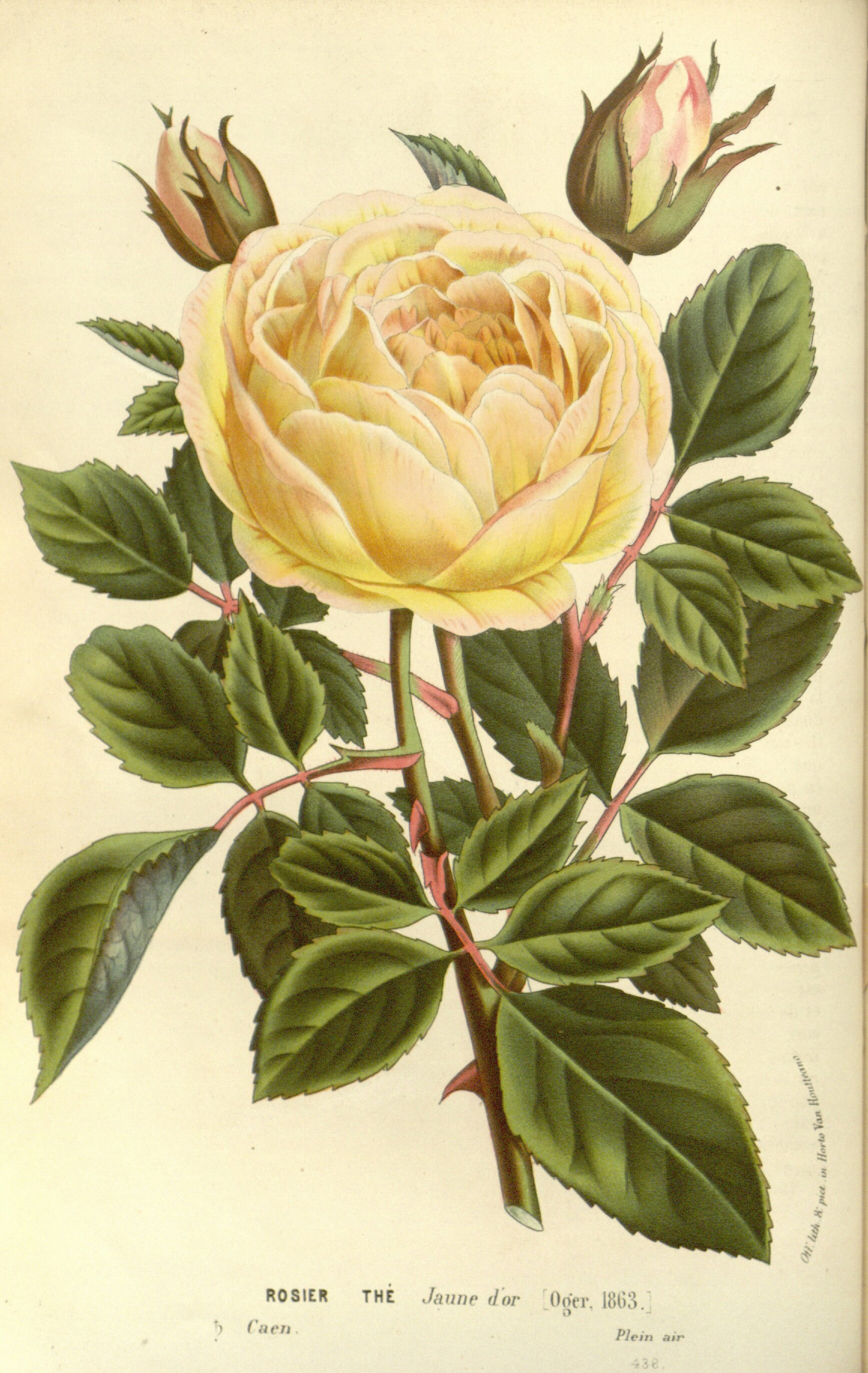
'Jaune d'Or', Oger 1864.
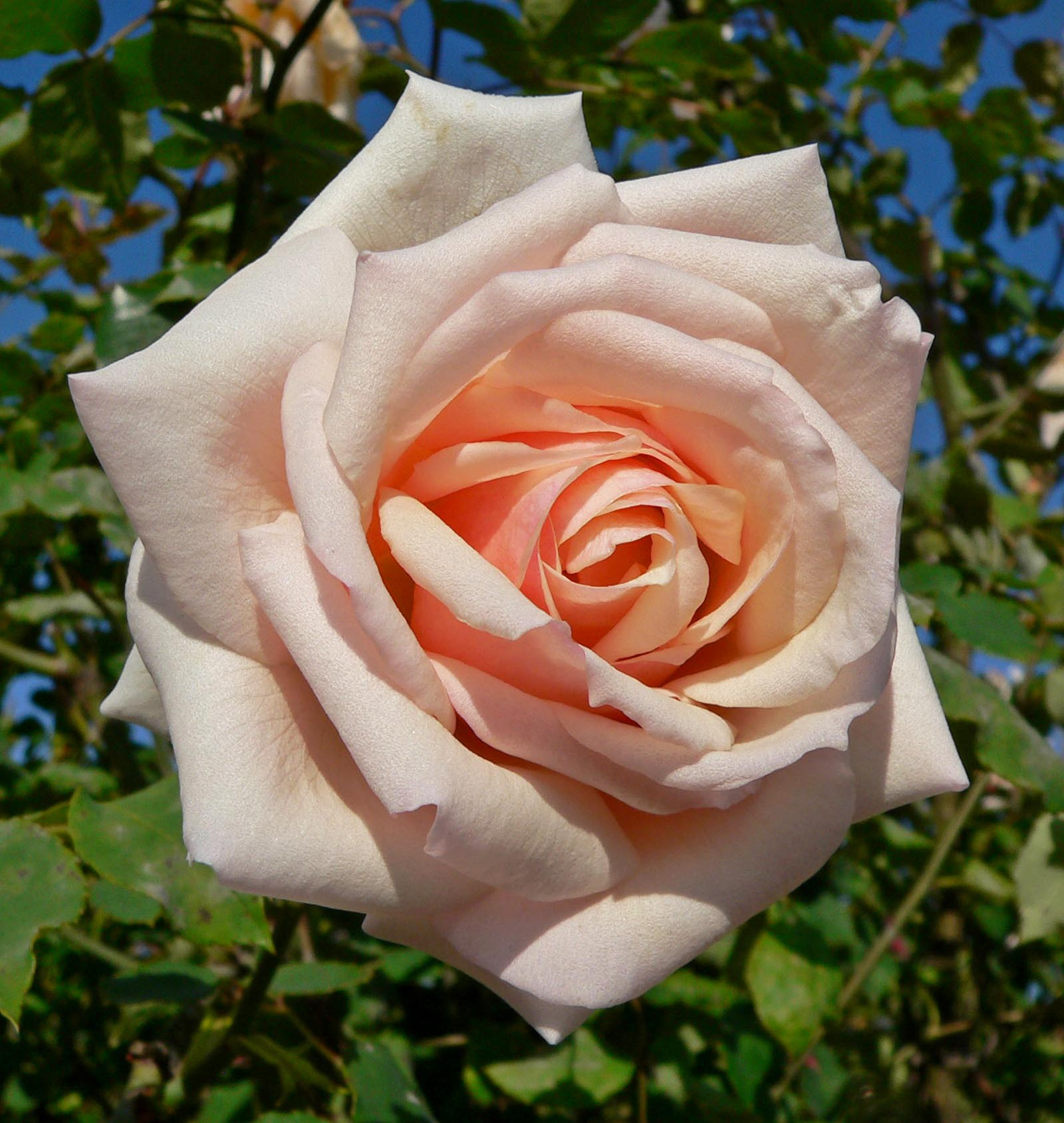
'Catherine Mermet', Guillaud 1869.
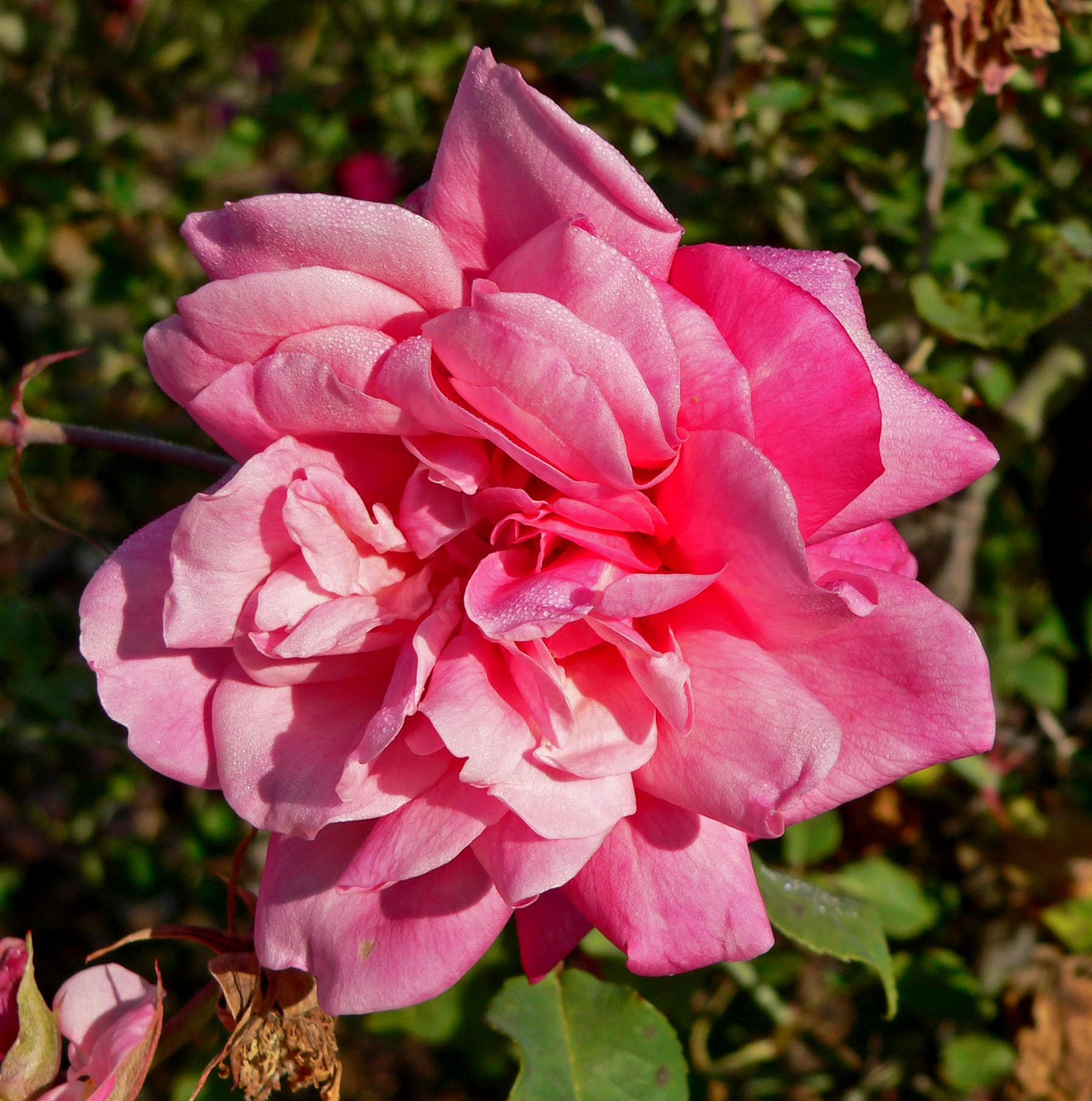
'Archiduc Joseph', Nabonnand 1892.
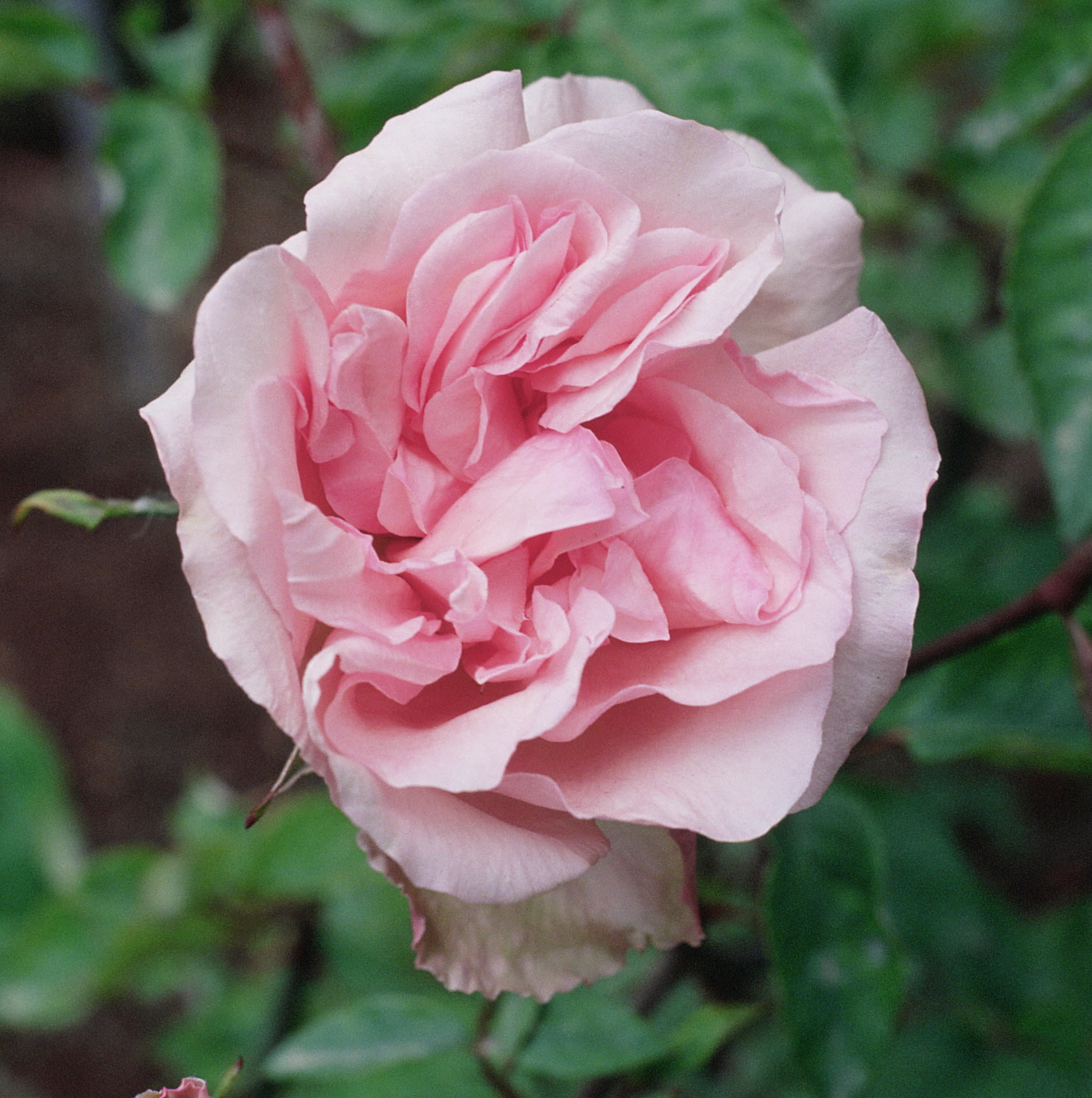
'Mme Emilie Charron', Perrier 1895.
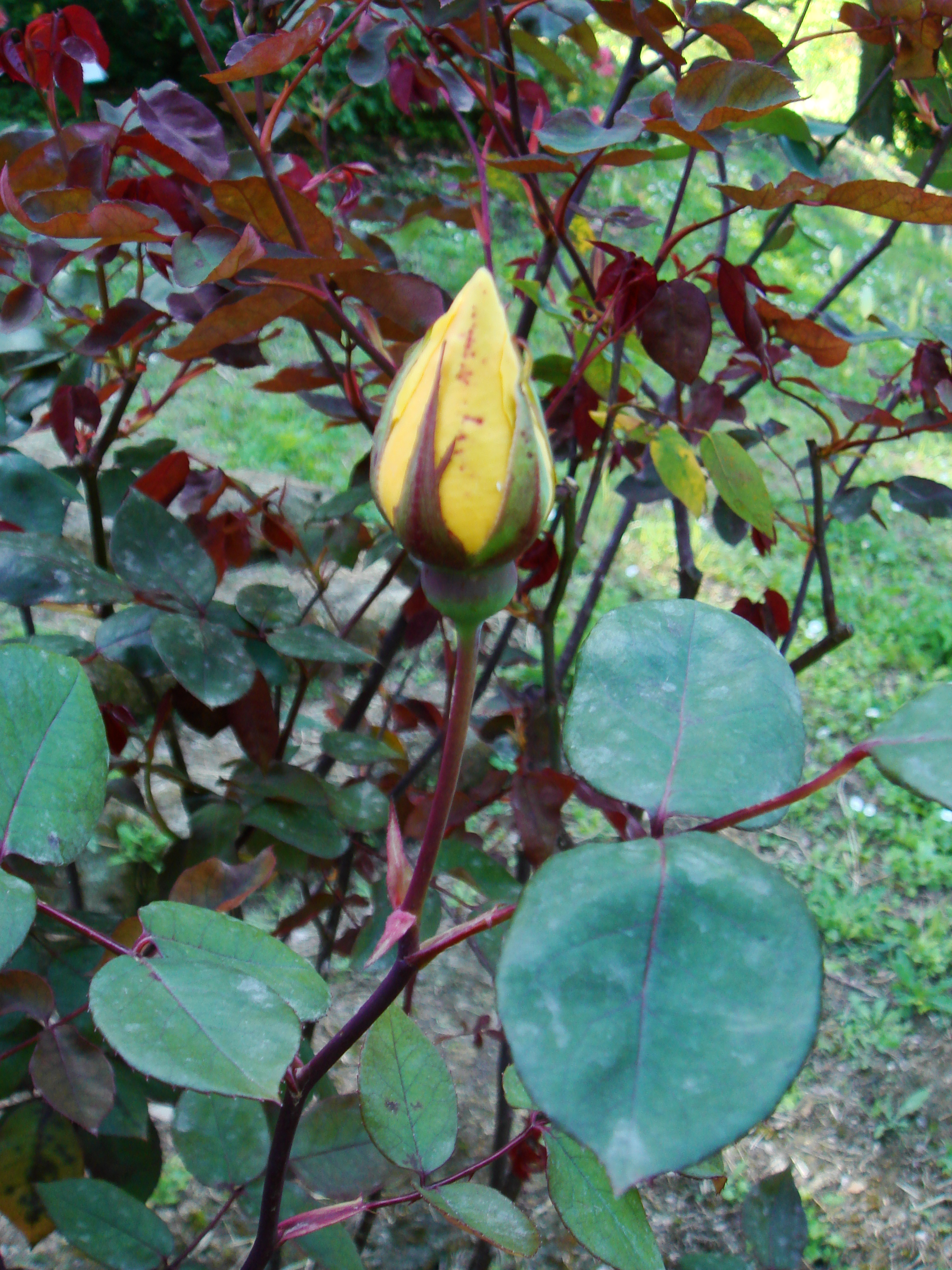
'Lady Hillingdon', Lowe & Shawyer 1910.

## Híbrids
- Te-Poliantha, híbrids entre rosers de te i de Poliantha, arbusts amb petites flors perfumades i amb floració repetida.
  - 'Bloomfield Abundance' esport de 'Cécile Brunner', Thomas 1920, petites flors roses agrupades en panicules portant fins a 30 flors
  - 'Cécile Brunner' a les petites flors roses pàl·lida en panicules (12 flors max) i 'Climb.Cécile Brunner', Hops 1914
  - 'Perla d'Or' Rambaud cap a 1883, o 'Yellow Cécile Brunner', d'un chamois virant al crema tenyit de saumon.
- Híbrids de te que provenen de l'encreuament de les roses de te i els Híbrid perpetu, són rosers arbustius amb grans flors.